# Ящеричные змеи
Ящеричные змеи (лат. Malpolon) — род змей семейства Psammophiidae.

## Описание
Крупные змеи с длиной тела до 180 см. Имеют длинную слабо заострённую голову с крупными глазами. Зрачок круглый. Верхняя поверхность морды заметно вогнута. Хвост длинный. Чешуя гладкая, с 1 апикальной порой, у взрослых змей с продольным желобком посередине. На верхнечелюстной кости 10—17 мелких зубов одинаковой величины, отделённых промежутком от 1—2 крупных зубов с внешней бороздой, расположенных в задней части кости.

## Распространение
Распространены в сухих степных и предгорных районах южной Европы, Северной Африки, Аравийского полуострова, Передней и Кавказа.

## Образ жизни

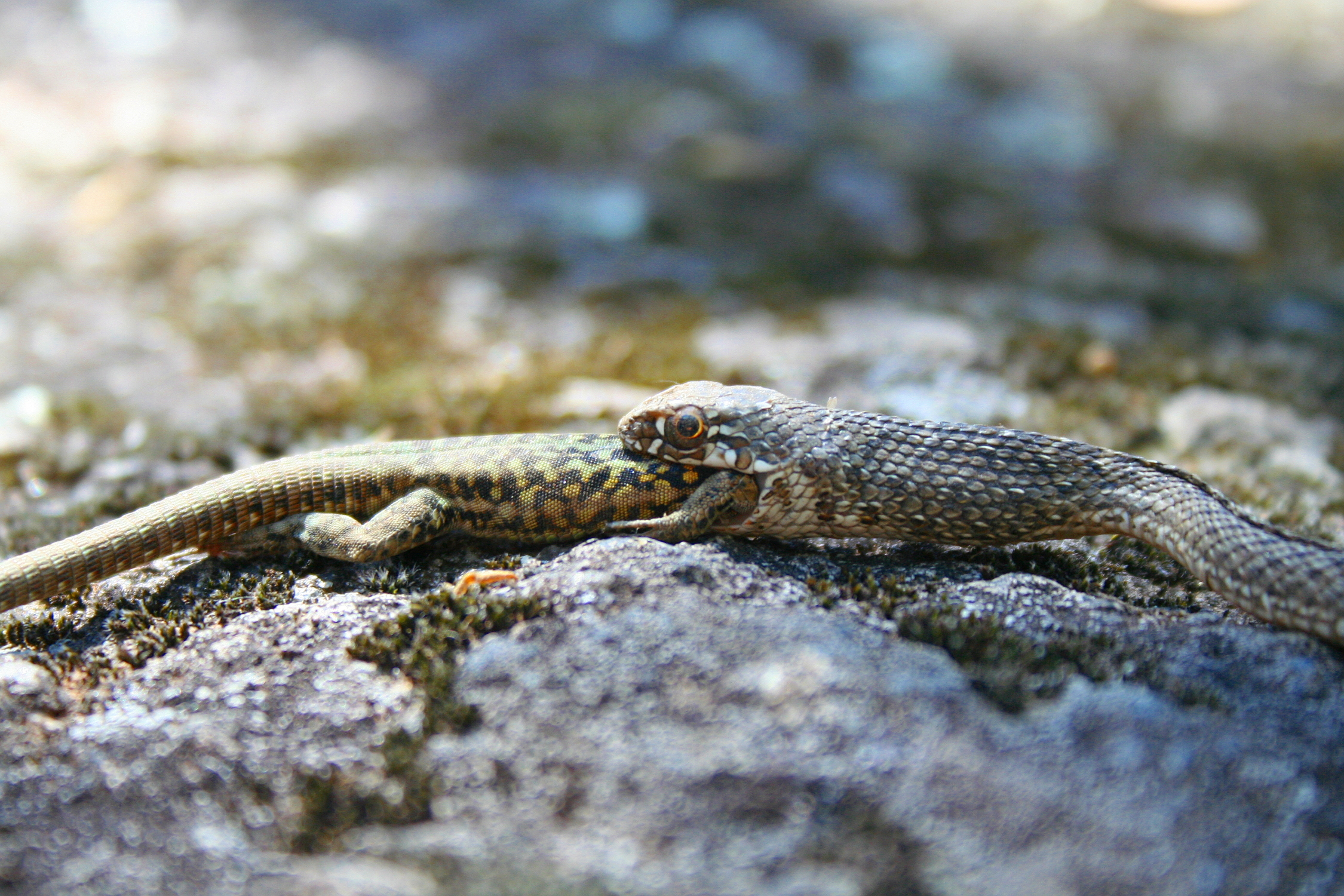
Ящеричная змея поедает испанскую ящерицу Podarcis hispanica

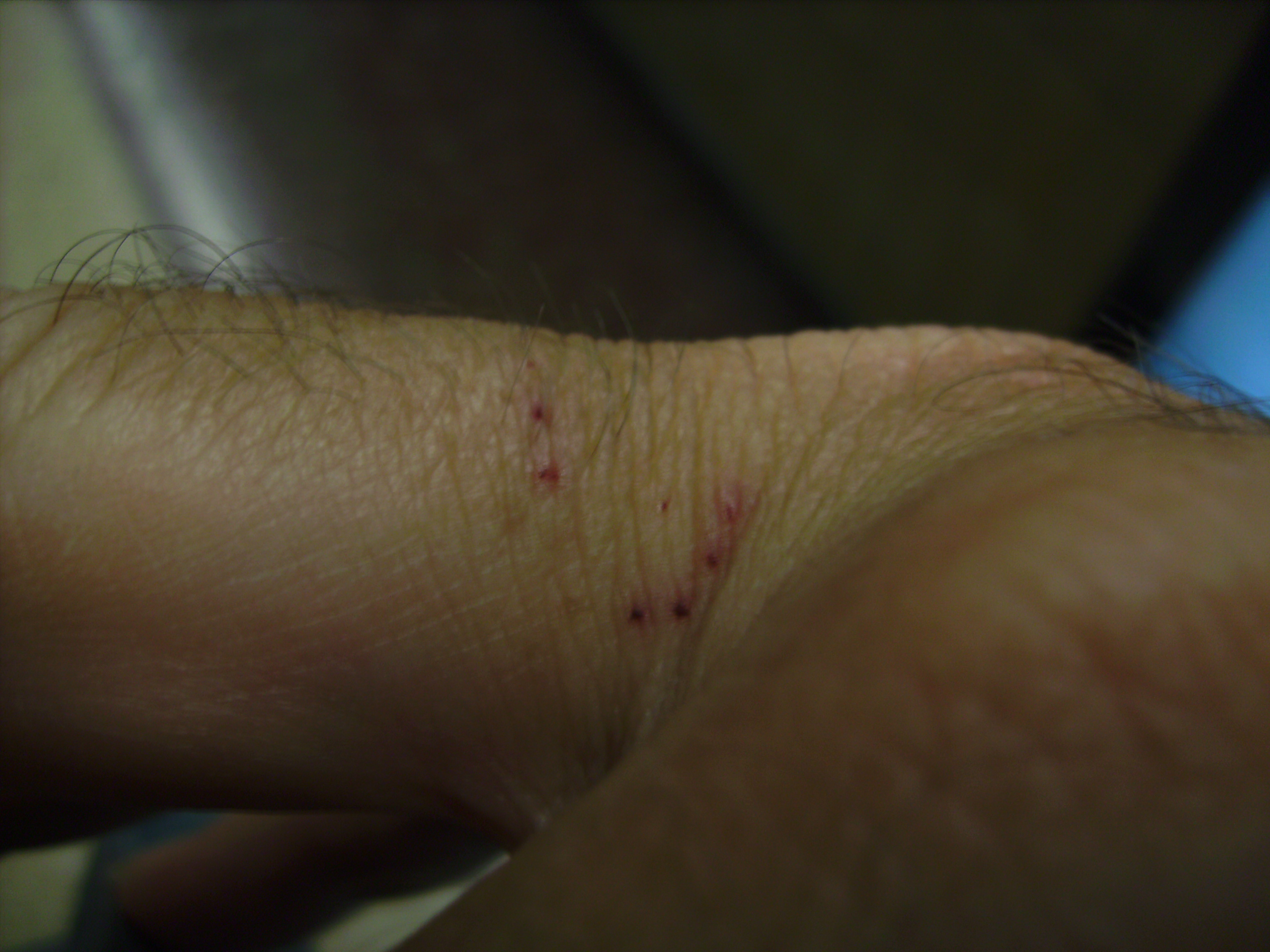
Место укуса ящеричной змеи

Активны в сумерках. Питаются грызунами, ящерицами и змеями. Для умерщвления добычи используют крупные ядовитые зубы, расположенные в задней части рта. Яд обладает парализующим и нейротоксическим действием, вызывает отёк и покраснение места укуса, но из-за расположения ядовитых зубов глубоко во рту укусы обычно опасности не представляют.

## Виды
Род включает 3 вида:
- Malpolon insignitus
- Malpolon moilensis — арабская ящеричная змея
- Malpolon monspessulanus — (обыкновенная) ящеричная змея